# Paepalanthus costaricensis
Paepalanthus costaricensis är en gräsväxtart som beskrevs av Harold Norman Moldenke och Paul Carpenter Standley. Paepalanthus costaricensis ingår i släktet Paepalanthus och familjen Eriocaulaceae. Inga underarter finns listade i Catalogue of Life.